# Thunbergia annua
Thunbergia annua är en akantusväxtart som beskrevs av Ferdinand von Hochstetter och Christian Gottfried Daniel Nees von Esenbeck. Thunbergia annua ingår i släktet thunbergior, och familjen akantusväxter. Inga underarter finns listade i Catalogue of Life.